# والتر مونتگومری جکسن
والتر مونتگمری جکسون (به انگلیسی: Walter Montgomery Jackson) (1863-1923) بنیانگذار نشریه دانشنامه گرولیر بود. او در انتشار دهمین و در توسعه یازدهم ویرایش دانشنامه بریتانیکا با هوراس اورت هوپر همکاری کرد. در طی سال‌های ۱۹۰۸–۱۹۰۹ پس از ناکامی درگرفتن حق انتشار این دانشنامه از هوپر، طی یک دعوای حقوقی به شراکت خود با هوپر پایان داد.